# Список генеральних консулів КНР в Ікіке
Нижче наведений список генеральних консулів Китайської Народної Республіки в Ікіке, Чилі.

## Список

### 1997-2002
29 квітня 1985 року уряди КНР та Чилі досягли домовленості про заснування Генерального консульства в Ікіке, яке було офіційно відкрито 30 грудня 1997 року та тимчасово закрито 1 квітня 2002 року.
| Генеральний консул | Дата призначення | Дата звільнення |
| ------------------ | ---------------- | --------------- |
| Цзян Ваньчен       | Квітень 1997     | Листопад 1999   |
| Янь Банхуа         | Грудень 1999     | Квітень 2002    |

### З 2010
У серпні 2010 року уряд Китаю ухвалив рішення про відновлення роботи Генерального консульства в Ікіке й 25 травня 2011 року Генеральне консульство в Ікіке було знову відкрито.
| Генеральний консул | Дата призначення | Дата вступу на посаду | Дата звільнення |
| ------------------ | ---------------- | --------------------- | --------------- |
| Хань Лі            | Листопад 2010    | 19 листопада          | Липень 2013     |
| Лі Цзяоюнь         | Серпень 2013     | 24 серпня 2013        | 3 лютого 2016   |
| Чень Пін           | Лютий 2016       | 28 лютого 2016        | 27 вересня 2020 |
| Фу Сіньжун         | Жовтень 2020     | Жовтень 2020          |                 |